# John-Laffnie de Jager
John-Laffnie de Jager, né le 17 mars 1973 à Johannesburg, est un joueur de tennis sud-africain.
Il commence sa carrière professionnelle en 1992. Spécialiste du double, il atteint à trois reprises la phase des demi-finales de cette discipline lors d'un tournoi du Grand Chelem. Il dispute son dernier match professionnel lors de l'US Open de 2003. Il a également atteint les demi-finales en double aux Jeux olympiques de 2000.

## Parcours dans les tournois duGrand Chelem

### En simple
| Année | Open d'Australie | Open d'Australie | Internationaux de France | Internationaux de France | Wimbledon       | Wimbledon   | US Open | US Open |
| ----- | ---------------- | ---------------- | ------------------------ | ------------------------ | --------------- | ----------- | ------- | ------- |
| 1992  | —                | —                | —                        | —                        | 1er tour (1/64) | R. Krajicek | —       | —       |

N.B. : à droite du résultat se trouve le nom de l'ultime adversaire.

### En double
| Année | Open d'Australie                | Open d'Australie            | Internationaux de France   | Internationaux de France  | Wimbledon                    | Wimbledon                  | US Open                        | US Open                  |
| ----- | ------------------------------- | --------------------------- | -------------------------- | ------------------------- | ---------------------------- | -------------------------- | ------------------------------ | ------------------------ |
| 1992  | —                               | —                           | —                          | —                         | 2e tour (1/16) M. Ondruska   | J. Grabb R. Reneberg       | 1er tour (1/32) R. Acioly      | G. Connell G. Michibata  |
| 1993  | 1/2 finale M. Ondruska          | D. Visser L. Warder         | 2e tour (1/16) M. Ondruska | P. Albano J. Frana        | 1/8 de finale M. Ondruska    | R. Bergh B. Talbot         | 1er tour (1/32) M. Ondruska    | P. Nyborg B.-O. Pedersen |
| 1994  | 2e tour (1/16) J. de Beer       | E. Ferreira C. van Rensburg | 1er tour (1/32) K. Ullyett | M.-K. Goellner J. Sánchez | 1er tour (1/32) K. Ullyett   | N. Kulti M. Larsson        | 1/8 de finale G. Stafford      | J. Eltingh P. Haarhuis   |
| 1995  | 1er tour (1/32) L. Bale         | K. Ullyett L. Paes          | 1er tour (1/32) L. Bale    | D. Prinosil D. Rikl       | 1/8 de finale L. Bale        | J. Eltingh P. Haarhuis     | 1er tour (1/32) L. Bale        | J. Fitzgerald A. Järryd  |
| 1996  | 2e tour (1/16) G. Muller        | J. Apell J. Björkman        | 1er tour (1/32) M. Larsson | L. Pimek B. Talbot        | 1er tour (1/32) B. Steven    | S. Lareau A. O'Brien       | 2e tour (1/16) C. van Rensburg | J. A. Conde À. Corretja  |
| 1997  | 1er tour (1/32) C. van Rensburg | T. Kempers T. Nijssen       | 1er tour (1/32) M. Barnard | M. Knowles D. Nestor      | 2e tour (1/16) T. Nijssen    | D. Johnson F. Montana      | 1/4 de finale R. Koenig        | I. Kafelnikov D. Vacek   |
| 1998  | 1/8 de finale R. Koenig         | T. Woodbridge M. Woodforde  | 2e tour (1/16) R. Koenig   | J. Grabb D. Macpherson    | 1/8 de finale R. Koenig      | T. Woodbridge M. Woodforde | 1/2 finale R. Koenig           | M. Knowles D. Nestor     |
| 1999  | 1/8 de finale D. Adams          | M. Bhupathi L. Paes         | 1er tour (1/32) D. Adams   | A. Florent A. Olhovskiy   | 1/8 de finale D. Adams       | P. Haarhuis J. Palmer      | 2e tour (1/16) D. Adams        | A. Olhovskiy D. Prinosil |
| 2000  | 2e tour (1/16) D. Adams         | S. Aspelin J. Landsberg     | 1er tour (1/32) D. Adams   | J. Eagle A. Florent       | 1/2 finale D. Adams          | P. Haarhuis S. Stolle      | 1er tour (1/32) D. Adams       | B. Bryan M. Bryan        |
| 2001  | —                               | —                           | —                          | —                         | 2e tour (1/16) J. Stark      | M. Knowles B. MacPhie      | 1/4 de finale R. Koenig        | D. Johnson J. Palmer     |
| 2002  | 1er tour (1/32) R. Koenig       | D. Adams J. Tarango         | 1er tour (1/32) M. Barnard | A. Dupuis P.-H. Mathieu   | 2e tour (1/16) J. Coetzee    | J. Blake A. Kratzmann      | —                              | —                        |
| 2003  | 2e tour (1/16) S. Aspelin       | D. Johnson J. Palmer        | —                          | —                         | 1er tour (1/32) N. Davydenko | R. Leach B. MacPhie        | 1er tour (1/32) J. Coetzee     | N. Healey J. Kerr        |

N.B. : le nom du ou de la partenaire se trouve sous le résultat ; le nom des ultimes adversaires se trouve à droite.

### En double mixte
| Année | Open d'Australie                | Open d'Australie         | Internationaux de France | Internationaux de France | Wimbledon | Wimbledon | US Open | US Open |
| ----- | ------------------------------- | ------------------------ | ------------------------ | ------------------------ | --------- | --------- | ------- | ------- |
| 1995  | 2e tour (1/8) Jill Hetherington | Gigi Fernández Cyril Suk |                          |                          |           |           |         |         |

N.B. : le nom de la partenaire se trouve sous le résultat ; le nom des ultimes adversaires se trouve à droite.

## Participation aux Masters

### En double
| Année | Ville     | Surface         | Partenaire    | Résultats | Résultat final    |
| ----- | --------- | --------------- | ------------- | --------- | ----------------- |
| 1999  | Hartford  | Moquette indoor | David Adams   | 0v, 2d    | Éliminé en poules |
| 2001  | Bangalore | Dur ext.        | Robbie Koenig | 0v, 3d    | Éliminé en poules |